# Valle dell'Arve
La Valle dell'Arve è una vallata alpina nella quale scorre il fiume Arve, situata per la maggior parte nel dipartimento francese dell'Alta Savoia e per la parte terminale nel Canton Ginevra svizzero nei pressi del lago Lemano.

## Storia

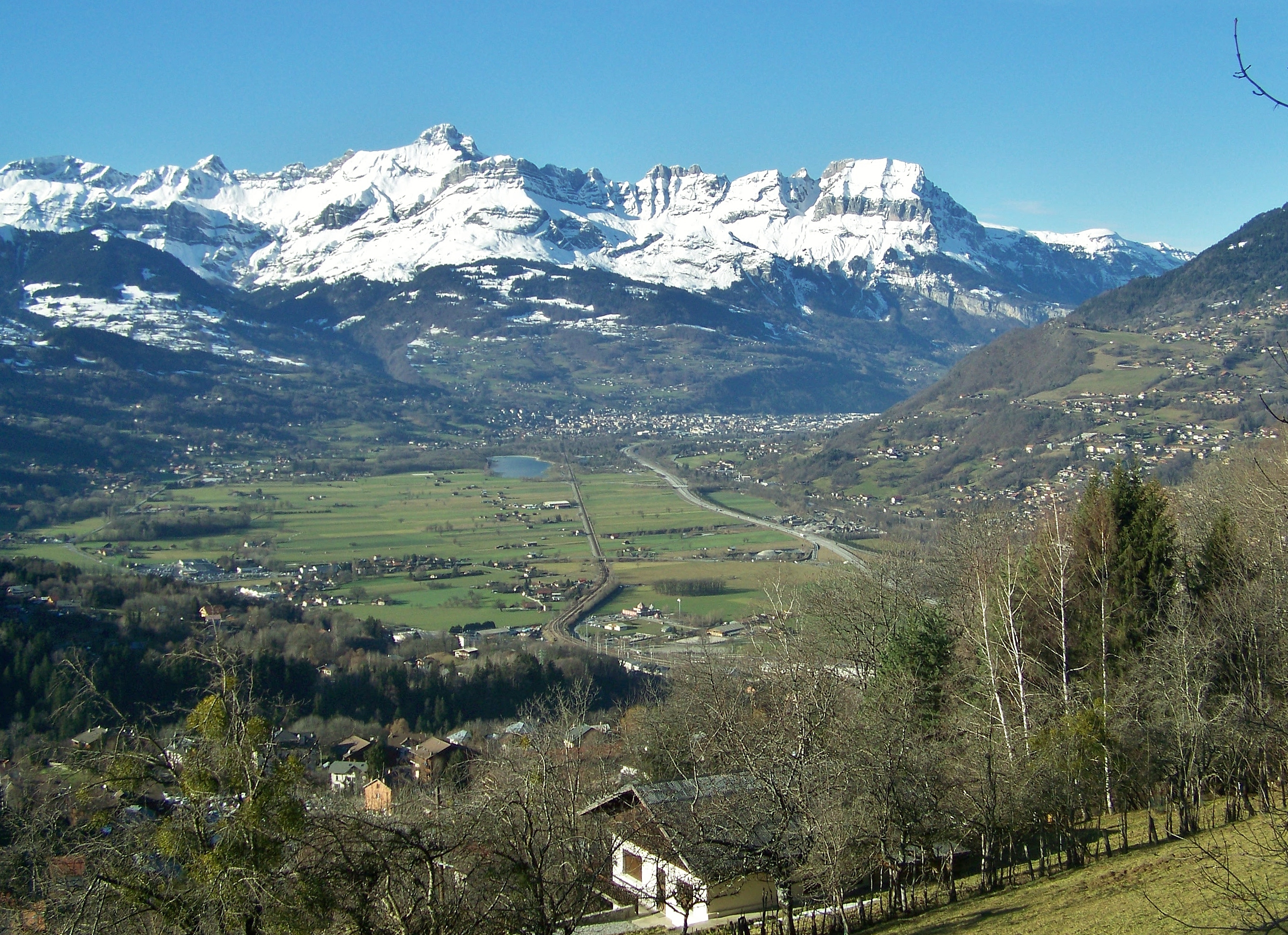
Vista della vallata tra Saint-Gervais-les-Bains e Sallanches (sulo sfondo).

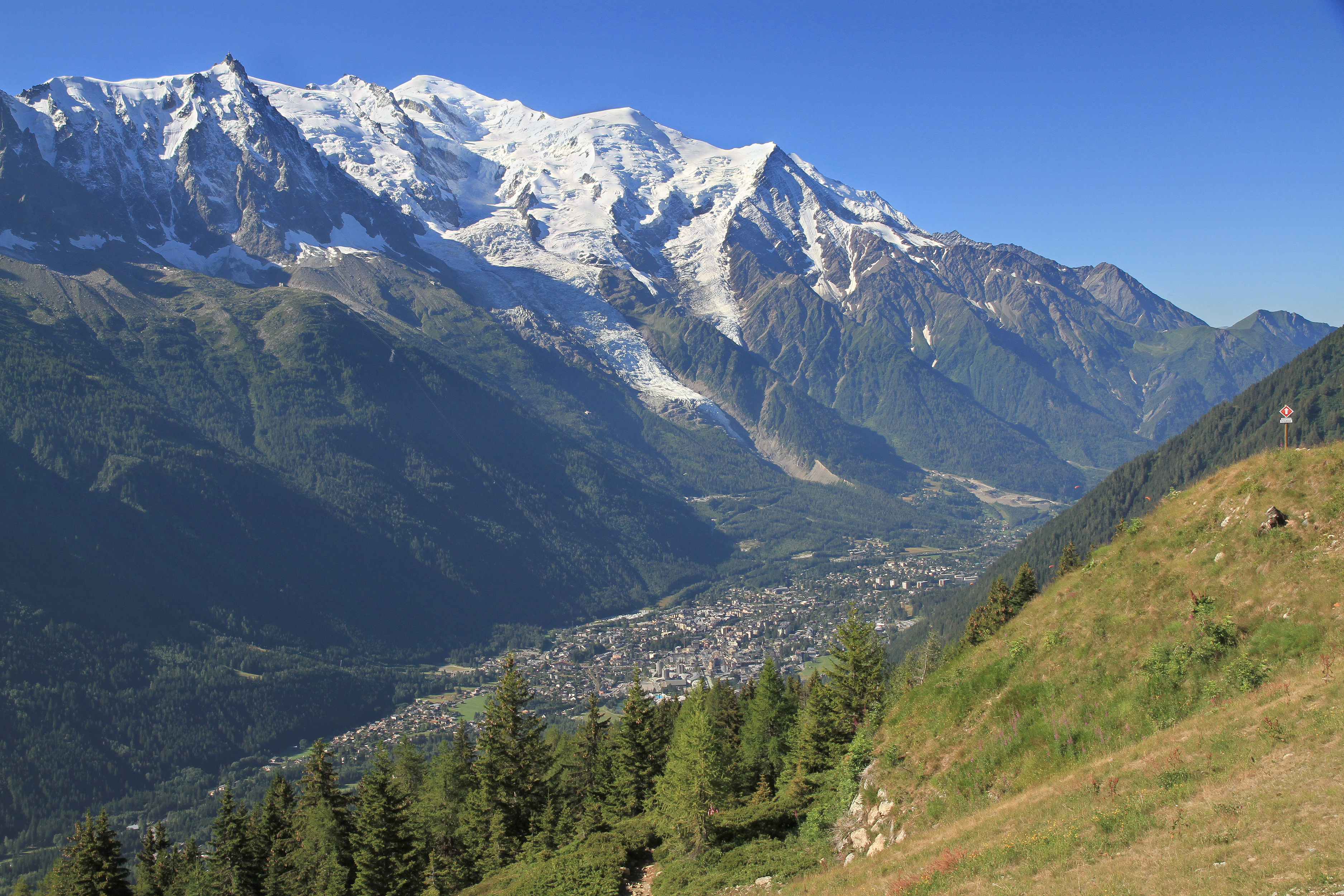
Chamonix

Formatasi nell'era glaciale quando i ghiacciai arrivavano oltre il lago di Ginevra, separa le Alpi Graie dalle Prealpi di Savoia; in particolare l'alta valle delimita a nord-ovest il massiccio del Monte Bianco. Corrisponde in parte all'antica provincia del Faucigny con l'alta valle che viene anche detta valle di Chamonix. La bassa valle si estende tra Bonneville, Cluses e La Roche-sur-Foron. In passato era una zona dalla notevole industrializzazione, che in parte è tuttora presente.

## Principali centri abitati
La valle è fortemente urbanizzata e si incontrano soprattutto i seguenti agglomerati:
- Chamonix
- Sallanches, Passy e Saint-Gervais-les-Bains
- Cluses
- Scionzier
- Bonneville, e in disparte La Roche-sur-Foron